# 长穗飘拂草
长穗飘拂草（学名：Fimbristylis longispica）为莎草科飘拂草属下的一个种。

## 扩展阅读
- 維基物種上的相關：长穗飘拂草